# Ессам Ель-Хадарі
Ессам Камаль Тавфік Ель-Хадарі (араб. عصام الدين كمال توفيق الحضري; нар. 15 січня 1973, Дум'ят, Єгипет) — єгипетський футболіст, воротар національної збірної Єгипту та клубу «Ваді Дегла».
У складі збірної — чотириразовий володар Кубка африканських націй. Найстарший в історії учасник фінальних частин чемпіонатів світу — на ЧС-2018 вийшов на поле у віці 45 років та 161 день.

## Клубна кар'єра
Вихованець футбольної школи клубу «Дум'ят». У дорослому футболі дебютував 1993 року виступами за команду того ж клубу, де провів три сезони, взявши участь у 58 матчах чемпіонату. 
Своєю грою за цю команду привернув увагу представників тренерського штабу клубу «Аль-Аглі», до складу якого приєднався 1996 року. Відіграв за каїрську команду наступні дванадцять сезонів своєї ігрової кар'єри. Більшість часу, проведеного у складі каїрського «Аль-Аглі», був основним голкіпером команди.
Згодом з 2008 по 2015 рік грав у складі команд клубів «Сьйон», «Ісмайлі», «Замалек», «Аль-Меррейх», «Аль-Іттіхад» (Александрія).
До складу клубу «Ваді Дегла» приєднався 2015 року.

## Виступи за збірну
1996 року дебютував в офіційних матчах у складі національної збірної Єгипту.
У складі збірної був учасником Кубка африканських націй 1998 року у Буркіна-Фасо, здобувши того року титул континентального чемпіона, Кубка конфедерацій 1999 року у Мексиці, Кубка африканських націй 2000 року у Малі, Кубка африканських націй 2002 року у Гані та Нігерії, Кубка африканських націй 2006 року в Єгипті, здобувши того року титул континентального чемпіона, Кубка африканських націй 2008 року у Гані, здобувши того року титул континентального чемпіона, Кубка конфедерацій 2009 року у ПАР, Кубка африканських націй 2010 року в Анголі, здобувши того року титул континентального чемпіона, Кубка африканських націй 2017 року у Габоні та Чемпіонату світу з футболу 2018 року у Росії.
25 червня 2018 року Ель-Хадарі взяв участь у заключному матчі групового етапу ЧС-2018 проти Саудівської Аравії та встановив потрійний віковий рекорд: він став найстарішим в історії фінальних стадій чемпіонату світу гравцем, капітаном та дебютантом одночасно, вийшовши на поле у віці 45 років та 161 день.
| Дата       | Місто                    | Господарі            | Результат               | Гості             | Турнір                                      | Голи | Примітки |
| ---------- | ------------------------ | -------------------- | ----------------------- | ----------------- | ------------------------------------------- | ---- | -------- |
| 25-03-1996 | Дубай (місто)            | Південна Корея       | 1 – 1                   | Єгипет            | товариський матч                            | -1   |          |
| 26-05-1996 | Аккра                    | Гана                 | 0 – 2                   | Єгипет            | товариський матч                            | -    |          |
| 06-04-1997 | Аккра                    | Ліберія              | 1 – 0                   | Єгипет            | Відбір до ЧС 1998                           | -1   |          |
| 26-04-1997 | Віндгук                  | Намібія              | 2 – 3                   | Єгипет            | Відбір до ЧС 1998                           | -2   |          |
| 12-06-1997 | Сеул                     | Південна Корея       | 3 – 1                   | Єгипет            | товариський матч                            | -3   |          |
| 16-06-1997 | Сеул                     | Єгипет               | 2 – 0                   | Гана              | товариський матч                            | -    |          |
| 21-06-1997 | Рабат                    | Марокко              | 1 – 0                   | Єгипет            | Відбір до Кубка африканських націй 1998     | -1   |          |
| 13-07-1997 | Каїр                     | Єгипет               | 2 – 0                   | Сенегал           | Відбір до Кубка африканських націй 1998     | -    |          |
| 03-12-1997 | Каїр                     | Єгипет               | 3 – 2                   | Гана              | товариський матч                            | -2   |          |
| 20-12-1997 | Асуан                    | Єгипет               | 1 – 2                   | Алжир             | товариський матч                            | -2   |          |
| 24-12-1997 | Каїр                     | Єгипет               | 1 – 2                   | Алжир             | товариський матч                            | -2   |          |
| 27-01-1998 | Бангкок                  | Єгипет               | 0 – 2                   | Південна Корея    | товариський матч                            | -2   |          |
| 16-09-1998 | Каїр                     | Єгипет               | 0 – 0                   | Кот-д'Івуар       | товариський матч                            | -    |          |
| 23-09-1998 | Таллінн                  | Естонія              | 2 – 2                   | Єгипет            | товариський матч                            | -2   |          |
| 29-09-1998 | Куманово                 | Північна Македонія   | 2 – 2                   | Єгипет            | товариський матч                            | -2   |          |
| 15-06-1999 | Сеул                     | Південна Корея       | 0 – 0                   | Єгипет            | товариський матч                            | -    |          |
| 29-06-1999 | Хараре                   | Зімбабве             | 1 – 1                   | Єгипет            | товариський матч                            | -1   |          |
| 15-07-1999 | Гвадалахара              | Єгипет               | 1 – 0                   | Нова Зеландія     | товариський матч                            | -    |          |
| 25-07-1999 | Мехіко                   | Болівія              | 2 – 2                   | Єгипет            | Кубок Конфедерацій                          | -2   |          |
| 27-07-1999 | Мехіко                   | Мексика              | 2 – 2                   | Єгипет            | Кубок Конфедерацій                          | -2   |          |
| 29-07-1999 | Мехіко                   | Єгипет               | 1 – 5                   | Саудівська Аравія | Кубок Конфедерацій                          | -5   |          |
| 06-01-2000 | Асуан                    | Єгипет               | 4 – 0                   | Габон             | товариський матч                            | -    |          |
| 19-01-2000 | Ломе                     | Того                 | 1 – 0                   | Єгипет            | товариський матч                            | -1   |          |
| 24-04-2000 | Александрія              | Єгипет               | 4 – 2                   | Маврикій          | Відбір до ЧС 2002                           | -2   |          |
| 06-01-2001 | Каїр                     | Єгипет               | 2 – 1                   | ОАЕ               | товариський матч                            | -    | 46'      |
| 16-01-2001 | Тегеран                  | Єгипет               | 0 – 0 д.ч. (3 – 2 п.п.) | КНР               | товариський матч                            | -    | 89'      |
| 23-01-2001 | Ісмаїлія                 | Єгипет               | 1 – 0                   | Північна Корея    | товариський матч                            | -    | 46'      |
| 19-03-2001 | Каїр                     | Єгипет               | 3 – 3                   | Естонія           | товариський матч                            | -3   |          |
| 23-03-2001 | Бенгазі                  | Лівія                | 2 – 0                   | Єгипет            | Відбір до Кубка африканських націй 2002     | -2   |          |
| 30-12-2001 | Доха                     | Катар                | 2 – 2                   | Єгипет            | товариський матч                            | -1   | 46'      |
| 04-01-2002 | Каїр                     | Єгипет               | 2 – 0                   | Гана              | товариський матч                            | -    | 46'      |
| 11-01-2002 | Каїр                     | Єгипет               | 2 – 2                   | Буркіна-Фасо      | товариський матч                            | -    | 46'      |
| 20-01-2002 | Бамако                   | Єгипет               | 0 – 1                   | Сенегал           | Кубок африканських націй 2002 - 1-й етап    | -1   |          |
| 25-01-2002 | Бамако                   | Єгипет               | 1 – 0                   | Туніс             | Кубок африканських націй 2002 - 1-й етап    | -    |          |
| 31-01-2002 | Бамако                   | Єгипет               | 2 – 1                   | Замбія            | Кубок африканських націй 2002 - 1-й етап    | -1   |          |
| 04-02-2002 | Сікассо                  | Камерун              | 1 – 0                   | Єгипет            | Кубок африканських націй 2002 - чвертьфінал | -1   |          |
| 08-08-2002 | Александрія              | Єгипет               | 4 – 1                   | Ефіопія           | товариський матч                            | -1   |          |
| 20-08-2002 | Александрія              | Єгипет               | 2 – 0                   | Уганда            | товариський матч                            | -    |          |
| 23-08-2002 | Каїр                     | Єгипет               | 3 – 0                   | Судан             | товариський матч                            | -    |          |
| 27-08-2002 | Александрія              | Єгипет               | 0 – 1                   | Лівія             | товариський матч                            | -1   |          |
| 08-09-2002 | Антананаріву             | Мадагаскар           | 1 – 0                   | Єгипет            | Відбір до Кубка африканських націй 2004     | -1   |          |
| 25-11-2002 | Лагос                    | Нігерія              | 1 – 1                   | Єгипет            | товариський матч                            | -1   |          |
| 16-12-2002 | Абу-Дабі                 | ОАЕ                  | 1 – 2                   | Єгипет            | товариський матч                            | -1   |          |
| 22-12-2002 | Каїр                     | Єгипет               | 0 – 0                   | Гана              | товариський матч                            | -    | 46'      |
| 19-03-2003 | Порт-Саїд                | Єгипет               | 6 – 0                   | Катар             | товариський матч                            | -    | 52'      |
| 29-03-2003 | Порт-Луї                 | Маврикій             | 0 – 1                   | Єгипет            | Відбір до Кубка африканських націй 2004     | -    |          |
| 30-04-2003 | Сен-Дені (Сена-Сен-Дені) | Франція              | 5 – 0                   | Єгипет            | товариський матч                            | -5   |          |
| 31-03-2004 | Каїр                     | Єгипет               | 2 – 1                   | Тринідад і Тобаго | товариський матч                            | -1   | 46'      |
| 24-05-2004 | Каїр                     | Єгипет               | 2 – 0                   | Зімбабве          | товариський матч                            | -    |          |
| 29-05-2004 | Каїр                     | Єгипет               | 2 – 0                   | Габон             | товариський матч                            | -    |          |
| 06-06-2004 | Омдурман                 | Судан                | 0 – 3                   | Єгипет            | Відбір до ЧС 2006                           | -    |          |
| 20-06-2004 | Александрія              | Єгипет               | 1 – 2                   | Кот-д'Івуар       | Відбір до ЧС 2006                           | -2   |          |
| 05-07-2004 | Котону                   | Бенін                | 3 – 3                   | Єгипет            | Відбір до ЧС 2006                           | -3   |          |
| 31-07-2005 | Женева                   | Єгипет               | 0 – 0 д.ч. (5 – 4 п.п.) | ОАЕ               | товариський матч                            | -    |          |
| 17-08-2005 | Понта-Делгада            | Португалія           | 2 – 0                   | Єгипет            | товариський матч                            | -2   | 48'      |
| 08-10-2005 | Яунде                    | Камерун              | 1 – 1                   | Єгипет            | Відбір до ЧС 2006                           | -1   |          |
| 16-11-2005 | Каїр                     | Єгипет               | 1 – 2                   | Туніс             | товариський матч                            | -2   |          |
| 27-12-2005 | Каїр                     | Єгипет               | 2 – 0                   | Уганда            | товариський матч                            | -    | 75'      |
| 05-01-2006 | Александрія              | Єгипет               | 2 – 0                   | Зімбабве          | товариський матч                            | -    |          |
| 14-01-2006 | Каїр                     | Єгипет               | 1 – 2                   | ПАР               | товариський матч                            | -    | 58'      |
| 20-01-2006 | Каїр                     | Єгипет               | 3 – 0                   | Лівія             | Кубок африканських націй 2006 - 1-й етап    | -    |          |
| 24-01-2006 | Каїр                     | Єгипет               | 0 – 0                   | Марокко           | Кубок африканських націй 2006 - 1-й етап    | -    |          |
| 28-01-2006 | Каїр                     | Єгипет               | 3 – 1                   | Кот-д'Івуар       | Кубок африканських націй 2006 - 1-й етап    | -1   |          |
| 03-02-2006 | Каїр                     | Єгипет               | 4 – 1                   | ДР Конго          | Кубок африканських націй 2008 - чвертьфінал | -1   |          |
| 07-02-2006 | Каїр                     | Єгипет               | 2 – 1                   | Сенегал           | Кубок африканських націй 2006 - Semifinale  | -1   |          |
| 10-02-2006 | Каїр                     | Єгипет               | 0 – 0 д.ч. (4 – 2 п.п.) | Кот-д'Івуар       | Кубок африканських націй 2006 - Фінал       | -    |          |
| 03-06-2006 | Ельче                    | Іспанія              | 2 – 0                   | Єгипет            | товариський матч                            | -2   |          |
| 02-09-2006 | Каїр                     | Єгипет               | 4 – 1                   | Бурунді           | Відбір до Кубка африканських націй 2008     | -1   |          |
| 15-11-2006 | Брентфорд                | Єгипет               | 1 – 0                   | ПАР               | товариський матч                            | -    |          |
| 07-02-2007 | Каїр                     | Єгипет               | 2 – 0                   | Швеція            | товариський матч                            | -    |          |
| 25-03-2007 | Каїр                     | Єгипет               | 3 – 0                   | Мавританія        | Відбір до Кубка африканських націй 2008     | -    | 75'      |
| 03-06-2007 | Нуакшот                  | Мавританія           | 1 – 1                   | Єгипет            | Відбір до Кубка африканських націй 2008     | -1   |          |
| 12-06-2007 | Ель-Кувейт               | Кувейт               | 1 – 1                   | Єгипет            | товариський матч                            | -1   |          |
| 22-08-2007 | Париж                    | Кот-д'Івуар          | 0 – 0                   | Єгипет            | товариський матч                            | -    |          |
| 09-09-2007 | Бужумбура                | Бурунді              | 0 – 0                   | Єгипет            | Відбір до Кубка африканських націй 2008     | -    |          |
| 13-10-2007 | Каїр                     | Єгипет               | 1 – 0                   | Ботсвана          | Відбір до Кубка африканських націй 2008     | -    |          |
| 21-11-2007 | Порт-Саїд                | Єгипет               | 0 – 0                   | Лівія             | товариський матч                            | -    |          |
| 25-11-2007 | Каїр                     | Єгипет               | 2 – 1                   | Саудівська Аравія | товариський матч                            | -1   |          |
| 05-01-2008 | Каїр                     | Єгипет               | 3 – 0                   | Намібія           | товариський матч                            | -    | 46'      |
| 10-01-2008 | Абу-Дабі                 | Єгипет               | 1 – 0                   | Малі              | товариський матч                            | -    |          |
| 13-01-2008 | Алверка-ду-Рібатежу      | Ангола               | 3 – 3                   | Єгипет            | товариський матч                            | -3   |          |
| 22-01-2008 | Кумасі                   | Єгипет               | 4 – 2                   | Камерун           | Кубок африканських націй 2008 - 1-й етап    | -2   |          |
| 26-01-2008 | Кумасі                   | Єгипет               | 3 – 0                   | Судан             | Кубок африканських націй 2008 - 1-й етап    | -    |          |
| 30-01-2008 | Тамале (місто)           | Єгипет               | 1 – 1                   | Замбія            | Кубок африканських націй 2008 - 1-й етап    | -1   |          |
| 04-02-2008 | Кумасі                   | Єгипет               | 2 – 1                   | Ангола            | Кубок африканських націй 2008 - чвертьфінал | -1   |          |
| 07-02-2008 | Секонді-Такораді         | Кот-д'Івуар          | 1 – 4                   | Єгипет            | Кубок африканських націй 2008 - Semifinale  | -1   |          |
| 10-02-2008 | Аккра                    | Камерун              | 0 – 1                   | Єгипет            | Кубок африканських націй 2008 - Фінал       | -    |          |
| 26-03-2008 | Каїр                     | Єгипет               | 0 – 2                   | Аргентина         | товариський матч                            | -2   |          |
| 01-06-2008 | Каїр                     | Єгипет               | 2 – 1                   | ДР Конго          | Відбір до ЧС 2010                           | -1   |          |
| 07-06-2008 | Джибуті                  | Джибуті              | 0 – 4                   | Єгипет            | Відбір до ЧС 2010                           | -    |          |
| 14-06-2008 | Блантайр                 | Малаві               | 1 – 0                   | Єгипет            | Відбір до ЧС 2010                           | -1   |          |
| 22-06-2008 | Каїр                     | Єгипет               | 2 – 0                   | Малаві            | Відбір до ЧС 2010                           | -    |          |
| 20-08-2008 | Хартум                   | Судан                | 4 – 0                   | Єгипет            | товариський матч                            | -1   | 50'      |
| 07-09-2008 | Кіншаса                  | ДР Конго             | 0 – 1                   | Єгипет            | Відбір до ЧС 2010                           | -    | 81'      |
| 12-10-2008 | Каїр                     | Єгипет               | 4 – 0                   | Джибуті           | Відбір до ЧС 2010                           | -    | 75'      |
| 19-11-2008 | Каїр                     | Єгипет               | 5 – 1                   | Бенін             | товариський матч                            | -    | 46'      |
| 11-02-2009 | Каїр                     | Єгипет               | 2 – 2                   | Гана              | товариський матч                            | -2   |          |
| 29-03-2009 | Каїр                     | Єгипет               | 1 – 1                   | Замбія            | Відбір до ЧС 2010                           | -1   |          |
| 30-05-2009 | Маскат                   | Оман                 | 0 – 1                   | Єгипет            | товариський матч                            | -    |          |
| 07-06-2009 | Бліда                    | Алжир                | 3 – 1                   | Єгипет            | Відбір до ЧС 2010                           | -3   |          |
| 15-06-2009 | Блумфонтейн              | Бразилія             | 4 – 3                   | Єгипет            | Кубок Конфедерацій                          | -4   |          |
| 18-06-2009 | Йоганнесбург             | Єгипет               | 1 – 0                   | Італія            | Кубок Конфедерацій                          | -    | 90'      |
| 21-06-2009 | Рустенбург               | Єгипет               | 0 – 3                   | США               | Кубок Конфедерацій                          | -3   |          |
| 05-07-2009 | Каїр                     | Єгипет               | 3 – 0                   | Руанда            | Відбір до ЧС 2010                           | -    |          |
| 12-08-2009 | Каїр                     | Єгипет               | 3 – 3                   | Гвінея            | товариський матч                            | -3   |          |
| 05-09-2009 | Кігалі                   | Руанда               | 0 – 1                   | Єгипет            | Відбір до ЧС 2010                           | -    |          |
| 02-10-2009 | Каїр                     | Єгипет               | 4 – 0                   | Маврикій          | товариський матч                            | -    | 46'      |
| 10-10-2009 | Чилілабомбве             | Замбія               | 0 – 1                   | Єгипет            | Відбір до ЧС 2010                           | -    |          |
| 05-11-2009 | Асуан                    | Єгипет               | 5 – 1                   | Танзанія          | товариський матч                            | -1   |          |
| 14-11-2009 | Каїр                     | Єгипет               | 2 – 0                   | Алжир             | Відбір до ЧС 2010                           | -    |          |
| 18-11-2009 | Омдурман                 | Алжир                | 1 – 0                   | Єгипет            | Відбір до ЧС 2010                           | -1   |          |
| 29-12-2009 | Каїр                     | Єгипет               | 1 – 1                   | Малаві            | товариський матч                            | -    | 46'      |
| 04-01-2010 | Дубай (місто)            | Єгипет               | 1 – 0                   | Малі              | товариський матч                            | -    |          |
| 12-01-2010 | Бенгела                  | Єгипет               | 3 – 1                   | Нігерія           | Кубок африканських націй 2010 - 1-й етап    | -1   |          |
| 16-01-2010 | Бенгела                  | Єгипет               | 2 – 0                   | Мозамбік          | Кубок африканських націй 2010 - 1-й етап    | -    |          |
| 20-01-2010 | Бенгела                  | Єгипет               | 2 – 0                   | Бенін             | Кубок африканських націй 2010 - 1-й етап    | -    | 77'      |
| 25-01-2010 | Бенгела                  | Єгипет               | 3 – 1 д.ч.              | Камерун           | Кубок африканських націй 2010 - чвертьфінал | -1   |          |
| 28-01-2010 | Бенгела                  | Алжир                | 0 – 4                   | Єгипет            | Кубок африканських націй 2010 - Semifinale  | -    |          |
| 31-01-2010 | Луанда                   | Гана                 | 0 – 1                   | Єгипет            | Кубок африканських націй 2010 - Фінал       | -    |          |
| 03-03-2010 | Лондон                   | Англія               | 3 – 1                   | Єгипет            | товариський матч                            | -3   |          |
| 11-08-2010 | Каїр                     | Єгипет               | 6 – 3                   | ДР Конго          | товариський матч                            | -2   | 46'      |
| 05-09-2010 | Каїр                     | Єгипет               | 1 – 1                   | Сьєрра-Леоне      | Відбір до Кубка африканських націй 2012     | -1   |          |
| 10-10-2010 | Бангі                    | Нігер                | 1 – 0                   | Єгипет            | Відбір до Кубка африканських націй 2012     | -1   |          |
| 26-03-2011 | Йоганнесбург             | ПАР                  | 1 – 0                   | Єгипет            | Відбір до Кубка африканських націй 2012     | -1   |          |
| 05-06-2011 | Каїр                     | Єгипет               | 0 – 0                   | ПАР               | Відбір до Кубка африканських націй 2012     | -    |          |
| 27-02-2012 | Доха                     | Єгипет               | 5 – 0                   | Кенія             | товариський матч                            | -    |          |
| 02-03-2012 | Доха                     | Єгипет               | 0 – 0                   | ДР Конго          | товариський матч                            | -    | 46'      |
| 29-03-2012 | Омдурман                 | Єгипет               | 2 – 1                   | Уганда            | товариський матч                            | -1   | 40'      |
| 17-04-2012 | Дубай (місто)            | Ірак                 | 0 – 0                   | Єгипет            | товариський матч                            | -    |          |
| 11-05-2012 | Триполі                  | Ліван                | 1 – 4                   | Єгипет            | товариський матч                            | -1   |          |
| 22-05-2012 | Омдурман                 | Єгипет               | 3 – 0                   | Того              | товариський матч                            | -    |          |
| 01-06-2012 | Александрія              | Єгипет               | 2 – 0                   | Мозамбік          | Відбір до ЧС 2014                           | -    |          |
| 10-06-2012 | Конакрі                  | Гвінея               | 2 – 3                   | Єгипет            | Відбір до ЧС 2014                           | -2   |          |
| 15-06-2012 | Александрія              | Єгипет               | 2 – 3                   | ЦАР               | Відбір до Кубка африканських націй 2013     | -3   |          |
| 30-06-2012 | Бангі                    | ЦАР                  | 1 – 1                   | Єгипет            | Відбір до Кубка африканських націй 2013     | -1   |          |
| 15-08-2012 | Салала                   | Оман                 | 1 – 1                   | Єгипет            | товариський матч                            | -1   |          |
| 16-10-2012 | Абу-Дабі                 | Єгипет               | 0 – 1                   | Туніс             | товариський матч                            | -1   |          |
| 28-12-2012 | Доха                     | Катар                | 0 – 2                   | Єгипет            | товариський матч                            | -    |          |
| 14-01-2013 | Абу-Дабі                 | Кот-д'Івуар          | 4 – 2                   | Єгипет            | товариський матч                            | -4   |          |
| 05-03-2014 | Інсбрук                  | Боснія і Герцеговина | 0 – 2                   | Єгипет            | товариський матч                            | -    | 46'      |
| 30-05-2014 | Сантьяго                 | Чилі                 | 3 – 2                   | Єгипет            | товариський матч                            | -2   | 46'      |
| 30-08-2014 | Асуан                    | Єгипет               | 1 – 0                   | Кенія             | товариський матч                            | -    | 46'      |
| 19-11-2014 | Монастір                 | Туніс                | 2 – 1                   | Єгипет            | Відбір до Кубка африканських націй 2015     | -2   |          |
| 04-06-2016 | Дар-ес-Салам             | Танзанія             | 0 – 2                   | Єгипет            | Відбір до Кубка африканських націй 2017     | -    |          |
| 30-08-2016 | Александрія              | Єгипет               | 1 – 1                   | Гвінея            | товариський матч                            | -1   |          |
| 09-10-2016 | Браззавіль               | Республіка Конго     | 1 – 2                   | Єгипет            | Відбір до ЧС 2018                           | -1   |          |
| 13-11-2016 | Александрія              | Єгипет               | 2 – 0                   | Гана              | Відбір до ЧС 2018                           | -    |          |
| 17-01-2017 | Порт-Жантіль             | Малі                 | 0 – 0                   | Єгипет            | Кубок африканських націй 2017 - 1-й етап    | -    | 25'      |
| 21-01-2017 | Порт-Жантіль             | Єгипет               | 1 – 0                   | Уганда            | Кубок африканських націй 2017 - 1-й етап    | -    |          |
| 25-01-2017 | Порт-Жантіль             | Єгипет               | 1 – 0                   | Гана              | Кубок африканських націй 2017 - 1-й етап    | -    |          |
| 29-01-2017 | Порт-Жантіль             | Єгипет               | 1 – 0                   | Марокко           | Кубок африканських націй 2017 - Чвертьфінал | -    |          |
| 01-02-2017 | Лібревіль                | Буркіна-Фасо         | 1 – 1 д.ч. (3 – 4 п.п.) | Єгипет            | Кубок африканських націй 2017 - Півфінал    | -1   |          |
| 05-02-2017 | Лібревіль                | Єгипет               | 1 – 2                   | Камерун           | Кубок африканських націй 2017 - Фінал       | -2   |          |
| 31-08-2017 | Кампала                  | Уганда               | 1 – 0                   | Єгипет            | Відбір до ЧС 2018                           | -1   |          |
| 05-09-2017 | Александрія              | Єгипет               | 1 – 0                   | Уганда            | Відбір до ЧС 2018                           | -    |          |
| 08-10-2017 | Александрія              | Єгипет               | 2 – 1                   | Республіка Конго  | Відбір до ЧС 2018                           | -1   |          |
| 01-06-2018 | Бергамо                  | Єгипет               | 0 – 0                   | Колумбія          | товариський матч                            | -    | 46'      |
| 06-06-2018 | Брюссель                 | Бельгія              | 3 – 0                   | Єгипет            | товариський матч                            | -2   | 46'      |
| 25-06-2018 | Волгоград                | Саудівська Аравія    | 2 – 1                   | Єгипет            | ЧС 2018                                     | -2   |          |
| Усього     |                          | Матчів               | 159                     |                   | Голів                                       | -142 |          |

## Досягнення

### Командні
«Аль-Аглі»
- Чемпіон Єгипту: 1996–97, 1997–98, 1998–99, 1999–2000, 2004–05, 2005–06, 2006–07, 2007–08
- Володар кубка Єгипту: 2000–01, 2002–03, 2005–06, 2006–07
- Володар Суперкубка Єгипту: 2003, 2005, 2006, 2007
- Переможець Ліги чемпіонів КАФ: 2001, 2005, 2006, 2008
- Володар Суперкубка КАФ: 2002, 2006, 2007

Збірна Єгипту
- Володар Кубка африканських націй: 1998, 2006, 2008, 2010
- Срібний призер Кубка африканських націй: 2017